# Dipturus gudgeri
Dipturus gudgeri és una espècie de peix de la família dels raids i de l'ordre dels raïformes.

## Morfologia
- Els mascles poden assolir 140 cm de longitud total.[3][4]

## Reproducció
És ovípar i els ous tenen com unes banyes a la closca.

## Hàbitat
És un peix marí i de clima temperat (28°S-44°S) que viu entre 160–700 m de fondària.

## Distribució geogràfica
Es troba al sud d'Austràlia: des d'Austràlia Occidental fins a Nova Gal·les del Sud.

## Observacions
És inofensiu per als humans.